# 에리크 가브리엘손
카를 에리크 가브리엘손(핀란드어: Karl Erik Gabrielsson: 1903년 10월 13일-1965년 7월 18일)은 핀란드의 경찰관료다. 1944년 교통경찰국장을 지냈고 1946년 1월 1일에서 1947년 1월 31일까지 제3대 경찰총수를 역임했다.